# Stranger in Town (film 1932)
Stranger in Town è un film del 1932 diretto da Erle C. Kenton e interpretato da Ann Dvorak e David Manners.
Prodotto e distribuito dalla Warner Bros., il film uscì in sala il 7 luglio 1932.